# Elliott (Dakota du Nord)
Pour les articles homonymes, voir Elliott.
La ville d’Elliott est située dans le comté de Ransom, dans l’État du Dakota du Nord, aux États-Unis. Sa population s’élevait à 25 habitants lors du recensement de 2010.

## Démographie
| 1930 | 1940 | 1950 | 1960 | 1970 | 1980 |
| ---- | ---- | ---- | ---- | ---- | ---- |
| 106  | 118  | 87   | 62   | 50   | 44   |

| 1990 | 2000 | 2010 | - | - | - |
| ---- | ---- | ---- | - | - | - |
| 32   | 44   | 25   | - | - | - |

## Source
- (en) Cet article est partiellement ou en totalité issu de l’article de Wikipédia en anglais intitulé « Elliott, North Dakota » (voir la liste des auteurs).